# Relaciones Azerbaiyán-Islandia
Las relaciones Azerbaiyán-Islandia son las relaciones diplomáticas entre Azerbaiyán y Islandia. Las relaciones bilaterales entre los dos países se establecieron el 27 de febrero de 1998.